# Nikola Dedović
Nikola Dedović (serbisch-kyrillisch Никола Дедовић; * 25. Januar 1992 in Belgrad, SFR Jugoslawien) ist ein serbischer Wasserballspieler, er spielte von 2016 bis 2022 für Wasserfreunde Spandau 04.

## Karriere
Dedović spielte zu Beginn seiner Karriere in seinem Heimatland bei Partizan Belgrad und bei Rabotnicki Kragujevac. Anschließend wechselte er zu Rijeka und im Sommer 2016 zu Spandau 04. Mit Spandau 04 konnte er in der Saison 2018/2019 den deutschen Meistertitel gewinnen. Im September 2020 gewann er erstmals den DSV-Pokal.
Bei den Olympischen Sommerspielen 2020 in Tokio konnte er mit seiner Nationalmannschaft die Goldmedaille mit einem Sieg gegen Griechenland gewinnen. Dies war zugleich auch seine erste Teilnahme bei Olympischen Spielen.
Drei Jahre später bei den Olympischen Spielen 2024 in Paris erreichte die serbische Mannschaft in der Vorrunde den vierten Platz. Nach Siegen über Griechenland im Viertelfinale und das US-Team im Halbfinale standen die Serben im Finale und trafen auf die Kroaten, die in der Vorrunde ebenfalls Gruppenvierte geworden waren. Serbien siegte im Endspiel mit 13:11 und gewann die dritte olympische Goldmedaille in Folge. Dedović erzielte im Finale zwei Tore.